# Gemmei

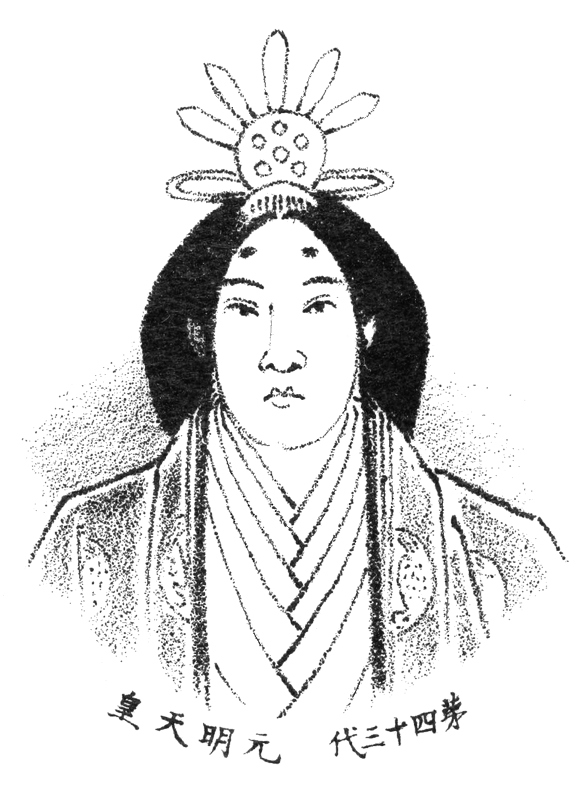
Empress Gemmei

Gemmei, (元明天皇 : Gemmei-tennō), även känd som Genmyō, född som Abe-hime 660, död 29 december 721, var en regerande kejsarinna av Japan mellan 707 och 715.

## Biografi
Gemmei var fjärde dotter till kejsar Tenji och Mei-no-Iratsume och yngre halvsyster till kejsarinnan Jitō. Hon blev gift med sin systerson, kronprins Kusakabe no Miko (662-689), och mor till kejsar Mommu. 
Hon efterträdde sin son på tronen år 707, enligt en uppgift på sin sons önskan, därför att han ville bespara sin son bördan av att bli monark alltför ung. Hon skulle som monark "bevara tronen" tills hennes sonson blev mogen nog att efterträda henne. Gemmei utnämnde år 708 Fuijwara no Fuhito till högerminister och Iso-kami Marō till vänsterminister. En revolt slogs ned 709, samma år som en ambassadör från Korea togs emot. Gemmei lät 711 flytta huvudstaden till Nara. Under Gemmeis regeringstid publicerades slutligen den historiska krönikan Kojiki. År 713 sammanställdes också Fudoki, en beskrivning av Japans geografi och naturliv. 
Gemmeis regeringstid var relativt kort, men betraktas ändå som en av de mest notabla. Det var meningen att hon skulle regera fram till sin sonsons myndighetsdag, men år 715 valde hon i stället att abdikera i förtid till förmån för sin dotter Genshō, som 724 abdikerade till förmån för sin bror Shōmu i stället för sin brorson. Gemmei är den enda kvinnliga monarken i Japan som efterträddes av en annan kvinna, och representerar därmed det enda bekräftade fallet av tronföljd enligt kvinnolinjen i Japan. 
Efter sin abdikation antog som den andra kvinnan Gemmei titeln Daijō-tennō, och levde tillbakadraget fram till sin död. Hennes grav i Nara är känd.   